# Kasimir II. (Oppeln-Beuthen)
Kasimir II. von Beuthen (auch Kasimir II. von Cosel und Beuthen, polnisch Kazimierz bytomski; tschechisch Kazimír II. Bytomský; * 1256 oder 1257; † 10. März 1312) war 1281 bis 1312 Herzog des oberschlesischen Herzogtums Beuthen und ab 1286 auch Herzog von Cosel. Als erster schlesischer Herzog überreichte er 1289 sein Gebiet als ein Lehen an den böhmischen König Wenzel II.

## Herkunft und Familie
Kasimir entstammte dem oberschlesischen Familienzweig der Schlesischen Piasten. Seine Eltern waren Wladislaus I. und Euphemia († nach 1281), Tochter des großpolnischen Herzogs Władysław Odon. Um 1275 vermählte sich Kasimir mit Helena, deren Herkunft nicht bekannt ist. Der Ehe entstammten die Kinder
- Boleslaus/Bolko († 1328), Herzog von Tost und Erzbischof von Gran
- Wladislaus († 1351/52), Herzog von Beuthen und Cosel
- Ziemowit/Siemowit († nach 1342), Herzog von Beuthen und Gleiwitz
- Mieszko († 1344), Herzog von Sewerien und Bischof von Neutra und Veszprém
- Maria († 1317), seit 1306 verheiratet mit dem ungarischen König Karl Robert von Anjou.

## Leben
Nach dem Tod von Kasimirs Vater Wladislaus I. von Oppeln 1281 wurde dessen Herzogtum für seine Söhne in vier Teilherzogtümer aufgeteilt. Kasimir, der in der Reihenfolge der Brüder der zweitgeborene war, erhielt das Herzogtum Beuthen, zu dem neben Beuthen auch Cosel, Gleiwitz, Tost und Sewerien gehörten. Ab 1286 nannte er sich auch Herzog von Cosel. Sein älterer Bruder Mieszko I. erhielt zunächst gemeinsam mit dem jüngsten Bruder Primislaus, der unter Mieszkos Vormundschaft stand, das Herzogtum Ratibor mit den Gebieten von Teschen und Auschwitz. Aus den Gebieten von Teschen und Auschwitz wurde für Primislaus 1290 das Herzogtum Teschen gegründet. Der drittgeborene Bruder Bolko erhielt das um die vorstehenden Gebiete verkleinerte Herzogtum Oppeln.
Schon zu Beginn seiner Regentschaft wandte sich Kasimir politisch Böhmen zu. Bereits am 10. Januar 1289 huldigte er in Prag in Gegenwart des Schweidnitzer Herzogs Bolko I. und des Troppauer Herzogs Nikolaus I. freiwillig dem böhmischen König Wenzel II. Gleichzeitig übernahm er mit Zustimmung seiner Söhne sein Land als ein Lehen der Krone Böhmen. Da das Herzogtum Beuthen unmittelbar an Kleinpolen grenzte, war das Bündnis mit Kasimir für König Wenzel in seinen Bestrebungen um den polnischen Thron von besonderer Bedeutung. Kasimir seinerseits beabsichtigte vermutlich mit der Anlehnung an Böhmen eine Begrenzung der Macht des Breslauer Herzogs Heinrich IV., der seit 1288 Herzog in Krakau und somit Seniorherzog von Polen war.
1292 beteiligte sich Kasimir zusammen mit seinem Bruder Bolko, der zuvor von König Wenzel als Krakauer Hauptmann eingesetzt worden war, sowie den niederschlesischen Herzögen Heinrich V. von Breslau und Bolko I. von Schweidnitz am feierlichen Einzug König Wenzels in Krakau. Am 12. Oktober des Jahres war Kasimir mit seinem Bruder Bolko sowie den Herzögen von Troppau und Masowien und den Bischöfen von Gnesen, Prag und Olmütz in Sieradz zugegen, wo sie alle urkundlich bezeugten, dass sich Herzog Władysław I. Ellenlang dem böhmischen König Wenzel als seinem wahren Lehnsherrn unterworfen habe.
Um 1306 verheiratete Kasimir seine Tochter Maria mit dem ungarischen König Karl Robert von Anjou, dem es dadurch gelang, in Kasimir einen Unterstützer seiner Politik zu finden. Bereits zu seinen Lebzeiten teilte Kasimir sein Herzogtum in drei kleine Teile. Der älteste Sohn Boleslaus urkundete seit 1304 als Herr von Tost, Wladislaus urkundete als Herr von Cosel und Ziemowit bezeichnete sich 1311 als Herr von Beuthen. Ein Jahr später starb Kasimir.